# Новоселицька сільська рада (Снятинський район)
| Новоселицька сільська рада — колишній орган місцевого самоврядування у Снятинському районі Івано-Франківської області з адміністративним центром у с. Новоселиця. Утворена 2 жовтня 1992 року. Водоймища на території, підпорядкованій даній раді: річка Рибниця. Сільській раді підпорядковані населені пункти: - с. Новоселиця |

## Склад ради
Рада складається з 16 депутатів та голови.

### Керівний склад ради
| ПІБ                     | Основні відомості                                                               | Дата обрання | Дата звільнення |
| ----------------------- | ------------------------------------------------------------------------------- | ------------ | --------------- |
| Тарабас Ореста Петрівна | Сільський голова, 1954 року народження, освіта, позапартійна                    | 26.03.2006   | 31.10.2010      |
| Тарабас Ореста Петрівна | Сільський голова, 1954 року народження, освіта середня спеціальна, позапартійна | 31.10.2010   |                 |

Примітка: таблиця складена за даними джерела